# Dumitru Braghiș
Dumitru Braghiș (ur. 28 grudnia 1957 w miejscowości Grătiești koło Kiszyniowa) – mołdawski polityk i inżynier, w latach 1999–2001 premier Mołdawii.

## Życiorys
Z wykształcenia inżynier energetyk, ukończył studia w Instytucie Politechnicznym w Kiszyniowie. Uzyskał później stopień doktora nauk ekonomicznych. Pracował początkowo w wyuczonym zawodzie, następnie od 1981 był etatowym działaczem Komsomołu i Komunistycznej Partii Mołdawii (m.in. jako instruktor w komitecie centralnym). Od 1989 do 1991 zasiadał w Radzie Najwyższej ZSRR. Przez kilka lat był zastępcą dyrektora kompanii Moldova Exim, następnie przeszedł do administracji rządowej. W lutym 1997 został wiceministrem gospodarki, a w lipcu 1998 pierwszym wiceministrem gospodarki i reform.
W grudniu 1999 dzięki poparciu Partii Komunistów Republiki Mołdawii, Chrześcijańsko-Demokratycznej Partii Ludowej oraz deputowanych niezależnych powierzono mu urząd premiera Mołdawii, który sprawował do kwietnia 2001. Wcześniej w tym samym roku powołał sygnowaną swoim nazwiskiem koalicję wyborczą (Alianța Braghiș), która z wynikiem 13,4% głosów zajęła drugie miejsce za komunistami i wprowadziła do parlamentu 19 deputowanych; jednym z nich był sam lider. Jego koalicja składała się z szeregu małych organizacji politycznych oraz polityków niezależnych o skrajnie odmiennych poglądach, od osób odwołujących się do nastrojów nostalgii za ZSRR i głoszących wyższość gospodarki planowanej do zdecydowanych zwolenników wolnego rynku. Już w parlamencie ugrupowanie byłego premiera wskutek wewnętrznych sporów straciło pięciu deputowanych, a ostatecznie rozpadło się. Początkowo frakcja współpracowała ze zwycięskimi po wyborach komunistami, jednak z czasem oddaliła się od nich, gdyż ci nie byli zainteresowani dzieleniem się władzą (Dumitru Braghiș wbrew swoim oczekiwaniom nie został wiceprzewodniczącym parlamentu); całą kontrolę skupił w swoim ręku wywodzący się z PCRM prezydent Vladimir Voronin. Dumitru Braghiș pozostał wiceprzewodniczącym Mołdawskiego Sojuszu Społeczno-Demokratycznego, z którym w 2003 wszedł do partii Sojusz „Nasza Mołdawia” razem z Partią Liberalną i Sojuszem Niezależnych Republiki Mołdawii.
Mandat posła do Parlamentu Republiki Mołdawii uzyskał również w 2005 z ramienia Wyborczego Bloku Demokratyczna Mołdawia, któremu przewodził. W 2006 wybrany na przewodniczącego Partii Demokracji Socjalnej, w 2007 objął kierownictwo Socjaldemokratycznej Partii Mołdawii. W 2009 socjaldemokraci dwukrotnie nie przekroczyli wyborczego progu, w 2010 Dumitru Braghiș złożył rezygnację z funkcji przewodniczącego.